# 서울양양고속도로
서울양양고속도로(서울襄陽高速道路, 고속국도 제60호선)는 서울특별시 강동구를 기점으로, 강원특별자치도 양양군을 종점으로 하여 동서를 잇는 대한민국의 고속도로이다. 이 중 민자구간인 강일 나들목 ~ 춘천 분기점 구간은 서울과 춘천을 연결한다고 하여 운영 기업의 명칭을 따라 서울춘천고속도로라고도 한다.
서울특별시 강동구와 경기도 남양주시, 강원특별자치도 춘천시, 인제군, 양양군 등을 경유하는 것이 특징으로, 민간자본으로 건설되는 민자 사업으로 건설된 강일 나들목 ~ 춘천 분기점 구간과 국고 지원 사업으로 건설된 춘천 분기점 ~ 동홍천 나들목 구간이 2009년에 우선 개통되었다. 이 가운데 민자 구간인 강일 나들목 ~ 춘천 분기점 구간이 2009년 7월 15일에 개통되었으며, 같은 해 10월 30일에 춘천 분기점 ~ 동홍천 나들목 구간이 개통되었다. 나머지 동홍천 나들목 ~ 양양 분기점 구간도 마찬가지로 국고 지원 사업으로 건설되었으며, 2008년 12월 29일에 착공하여 2017년 6월 30일에 개통되었다.
한편 이 고속도로의 개통으로 서울과 춘천을 오가는 시간은 불과 38분 정도로 줄었다. 개통 직전, 강일 나들목 ~ 춘천 분기점 구간의 사업자인 서울춘천고속도로는 이를 홍보하기 위해 ‘영동고속도로에서 기어가던 거북이가 서울춘천고속도로에서 전력 질주’하는 공격적인 CF를 내놓기도 하였다.

## 역사
- 1997년 4월 ~ 9월 : 동홍천 나들목 ~ 양양 분기점 71.7km 구간 타당성 조사 실시
- 1998년 5월 ~ 1999년 12월 : 춘천 분기점 ~ 양양 분기점 88.8km 구간 기본 설계
- 2000년 12월 ~ 2002년 12월 : 춘천 분기점 ~ 동홍천 나들목 17.1km 구간 실시 설계
- 2002년 12월 5일 : 서울특별시 ~ 강원도 양양군 구간을 고속국도 제60호선 서울양양고속도로(서울 ~ 양양선)으로 지정[6]
- 2003년 11월 ~ 2006년 11월 : 동홍천 나들목 ~ 양양 분기점 71.7km 구간 실시 설계
- 2004년 3월 15일 : 2010년까지 춘천 ~ 동홍천 구간 신설을 위해 강원도 춘천시 동산면 조양리 ~ 홍천군 화촌면 외삼포리 17.09km 구간 도로구역 결정[7]
- 2004년 3월 22일 : 강일 나들목 ~ 동홍천 나들목 78.5km 구간 착공[8]
- 2004년 7월 2일 : 2009년 7월까지 서울 ~ 춘천 민자구간 신설을 위해 서울특별시 강동구 하일동 ~ 강원도 춘천시 동산면 조양리 61.41km 구간 도로구역 결정[9]
- 2006년 7월 4일 : 2009년 8월까지 교통영향평가에 따른 강일 나들목 일부 확장을 위해 서울특별시 강동구 하일동 ~ 강원도 춘천시 동산면 조양리 61.41km 구간 도로구역 변경[10]
- 2008년 8월 26일 : 춘천 ~ 양양 구간 신설을 위해 강원도 홍천군 화촌면 외삼포리 ~ 양양군 서면 범부리 71.67km 구간 도로구역 결정[11]
- 2008년 12월 29일 : 동홍천 나들목 ~ 양양 분기점 구간 (71.7km) 착공
- 2009년 7월 15일 : 강일 나들목 ~ 춘천 분기점 61.4km 구간 개통[12]
- 2009년 7월 31일 : 조양 나들목 개통
- 2009년 10월 30일 : 춘천 분기점 ~ 동홍천 나들목 15.64km 구간 개통[13]
- 2010년 8월 26일 : 2015년까지 대안 설계로 인한 선형 변경을 위해 강원도 홍천군 화촌면 외삼포리 ~ 양양군 서면 범부리 71.67km 구간 도로구역 변경[14]
- 2010년 12월 28일 : 도로명주소에 강일 나들목부터 양양 나들목까지 133.08km 구간을 서울양양고속도로로 고시[15]
- 2011년 1월 5일 : 서울춘천고속도로 민간투자사업 실시계획 변경 승인[16]
- 2015년 3월 27일 : 국토교통부고시로 기점을 '서울특별시 강동구 고덕동', 종점을 '강원도 양양군 서면 범부리'로 명시[17]
- 2015년 7월 23일 : 2016년 12월까지 서양양 나들목 국도 접속부 설계 변경을 위해 강원도 홍천군 화촌면 외삼포리 ~ 양양군 서면 범부리 71.67km 구간 도로구역 변경[18]
- 2016년 11월 11일 : 원톨링 시스템 도입으로 동산 요금소 철거
- 2017년 6월 30일 : 동홍천 나들목 ~ 양양 분기점 72.63km 구간 개통[19]
- 2018년 4월 16일 : 강일 나들목 ~ 춘천 분기점 구간의 9개 요금소 통행료 인하[20]
- 2019년 2월 : 남양주 요금소에 다차로 하이패스 시스템 도입
- 2019년 10월 8일 : 2020년 12월까지 경기도 남양주시 화도읍 차산리에 화도졸음쉼터, 강원도 춘천시 남산면 행촌리에 행촌졸음쉼터 설치 공사를 위해 서울특별시 강동구 강일동 ~ 강원도 춘천시 동산면 조양리 61.41km 구간 도로구역 변경[21][22]
- 2020년 7월 24일 : 화도졸음쉼터, 행촌졸음쉼터 설치 공사 기간을 2021년 6월까지로 연장[23]
- 2020년 12월 18일 : 경기도 남양주시 화도읍 차산리 월문3터널 이후 ~ 창현리 화도 분기점 2.5~2.8km 구간 왕복 6차로 확장 공사 승인[24]
- 2024년 2월 7일: 화도 분기점 개통

## 구성
차로 수
- 강일 나들목 ~ 미사 나들목 : 왕복 8차로
- 미사 나들목 ~ 화도 분기점 : 왕복 6차로
- 화도 분기점 ~ 양양 분기점 : 왕복 4차로
- 양양 분기점 ~ 양양 나들목 : 왕복 2차로

총 연장
- 강일 나들목 ~ 춘천 분기점 (민자 구간): 62.21km
- 춘천 분기점 ~ 양양 분기점 (국고 구간): 88.8km

제한속도
- 강일 나들목 ~ 덕소삼패 나들목 : 최고 80km/h, 최저 50km/h
- 덕소삼패 나들목 ~ 양양 분기점 : 최고 100km/h , 최저 50km/h

### 터널
| 터널 이름    | 소재지                                | 길이    | 준공 년도 | 비고                        |
| ------------ | ------------------------------------- | ------- | --------- | --------------------------- |
| 월문1터널    | 경기도 남양주시 와부읍 월문리         | 1,229m  | 2009년    | 양양 방면                   |
| 월문1터널    | 경기도 남양주시 와부읍 월문리         | 1,224m  | 2009년    | 서울 방면                   |
| 월문2터널    | 경기도 남양주시 와부읍 월문리         | 84m     | 2009년    | 양양 방면                   |
| 월문3터널    | 경기도 남양주시 와부읍 월문리         | 988m    | 2009년    | 양양 방면                   |
| 월문3터널    | 경기도 남양주시 와부읍 월문리         | 964m    | 2009년    | 서울 방면                   |
| 금남터널     | 경기도 남양주시 화도읍 금남리         | 680m    | 2009년    |                             |
| 서종터널     | 경기도 양평군 서종면 수입리           | 639m    | 2009년    | 양양 방면                   |
| 서종터널     | 경기도 양평군 서종면 수입리           | 594m    | 2009년    | 서울 방면                   |
| 이천터널     | 경기도 가평군 설악면 이천리           | 273m    | 2009년    | 양양 방면                   |
| 이천터널     | 경기도 가평군 설악면 이천리           | 318m    | 2009년    | 서울 방면                   |
| 천안터널     | 경기도 가평군 설악면 천안리           | 1,270m  | 2009년    | 양양 방면                   |
| 천안터널     | 경기도 가평군 설악면 천안리           | 1,240m  | 2009년    | 서울 방면                   |
| 엄소터널     | 경기도 가평군 설악면 엄소리           | 380m    | 2009년    | 양양 방면                   |
| 엄소터널     | 경기도 가평군 설악면 엄소리           | 436m    | 2009년    | 서울 방면                   |
| 창의터널     | 경기도 가평군 설악면 창의리           | 1,348m  | 2009년    |                             |
| 송산터널     | 경기도 가평군 설악면 송산리           | 1,154m  | 2009년    | 양양 방면                   |
| 송산터널     | 경기도 가평군 설악면 송산리           | 1,136m  | 2009년    | 서울 방면                   |
| 미사터널     | 경기도 가평군 설악면 미사리           | 2,193m  | 2009년    | 양양 방면                   |
| 미사터널     | 경기도 가평군 설악면 미사리           | 2,205m  | 2009년    | 서울 방면                   |
| 마곡터널     | 강원특별자치도 홍천군 서면 마곡리     | 919m    | 2009년    | 양양 방면                   |
| 마곡터널     | 강원특별자치도 홍천군 서면 마곡리     | 958m    | 2009년    | 서울 방면                   |
| 발산1터널    | 강원특별자치도 춘천시 남면 발산리     | 633m    | 2009년    | 양양 방면                   |
| 발산1터널    | 강원특별자치도 춘천시 남면 발산리     | 599m    | 2009년    | 서울 방면                   |
| 발산2터널    | 강원특별자치도 춘천시 남면 발산리     | 480m    | 2009년    | 양양 방면                   |
| 발산2터널    | 강원특별자치도 춘천시 남면 발산리     | 508m    | 2009년    | 서울 방면                   |
| 발산3터널    | 강원특별자치도 춘천시 남면 발산리     | 254m    | 2009년    | 양양 방면                   |
| 발산3터널    | 강원특별자치도 춘천시 남면 발산리     | 251m    | 2009년    | 서울 방면                   |
| 발산4터널    | 강원특별자치도 춘천시 남면 발산리     | 433m    | 2009년    | 양양 방면                   |
| 발산4터널    | 강원특별자치도 춘천시 남면 발산리     | 387m    | 2009년    | 서울 방면                   |
| 추곡터널     | 강원특별자치도 춘천시 남면 추곡리     | 433m    | 2009년    | 양양 방면                   |
| 추곡터널     | 강원특별자치도 춘천시 남면 추곡리     | 412m    | 2009년    | 서울 방면                   |
| 행촌터널     | 강원특별자치도 춘천시 남산면 행촌리   | 463m    | 2009년    | 양양 방면                   |
| 행촌터널     | 강원특별자치도 춘천시 남산면 행촌리   | 459m    | 2009년    | 서울 방면                   |
| 광판터널     | 강원특별자치도 춘천시 남산면 광판리   | 358m    | 2009년    | 양양 방면                   |
| 광판터널     | 강원특별자치도 춘천시 남산면 광판리   | 278m    | 2009년    | 서울 방면                   |
| 군자1터널    | 강원특별자치도 춘천시 동산면 군자리   | 474m    | 2009년    | 양양 방면                   |
| 군자1터널    | 강원특별자치도 춘천시 동산면 군자리   | 511m    | 2009년    | 서울 방면                   |
| 군자2터널    | 강원특별자치도 춘천시 동산면 군자리   | 885m    | 2009년    | 양양 방면                   |
| 군자2터널    | 강원특별자치도 춘천시 동산면 군자리   | 915m    | 2009년    | 서울 방면                   |
| 동산1터널    | 강원특별자치도 춘천시 동산면 조양리   | 683m    | 2009년    | 양양 방면                   |
| 동산1터널    | 강원특별자치도 춘천시 동산면 조양리   | 708m    | 2009년    | 서울 방면                   |
| 동산2터널    | 강원특별자치도 춘천시 동산면 조양리   | 1,133m  | 2009년    | 양양 방면                   |
| 동산2터널    | 강원특별자치도 춘천시 동산면 조양리   | 1,236m  | 2009년    | 서울 방면                   |
| 북방1터널    | 강원특별자치도 춘천시 동산면 봉명리   | 2,298m  | 2009년    | 양양 방면                   |
| 북방1터널    | 강원특별자치도 춘천시 동산면 봉명리   | 2,285m  | 2009년    | 서울 방면                   |
| 북방2터널    | 강원특별자치도 홍천군 북방면 성동리   | 326m    | 2009년    | 양양 방면                   |
| 북방2터널    | 강원특별자치도 홍천군 북방면 성동리   | 330m    | 2009년    | 서울 방면                   |
| 북방3터널    | 강원특별자치도 홍천군 북방면 성동리   | 1,518m  | 2009년    | 양양 방면                   |
| 북방3터널    | 강원특별자치도 홍천군 북방면 성동리   | 1,515m  | 2009년    | 서울 방면                   |
| 화촌1터널    | 강원특별자치도 홍천군 화촌면 송정리   | 721m    | 2009년    | 양양 방면                   |
| 화촌1터널    | 강원특별자치도 홍천군 화촌면 송정리   | 691m    | 2009년    | 서울 방면                   |
| 화촌2터널    | 강원특별자치도 홍천군 화촌면 송정리   | 378m    | 2009년    | 양양 방면                   |
| 화촌2터널    | 강원특별자치도 홍천군 화촌면 송정리   | 359m    | 2009년    | 서울 방면                   |
| 화촌3터널    | 강원특별자치도 홍천군 화촌면 외삼포리 | 527m    | 2017년    | 양양 방면                   |
| 화촌3터널    | 강원특별자치도 홍천군 화촌면 외삼포리 | 407m    | 2017년    | 서울 방면                   |
| 화촌4터널    | 강원특별자치도 홍천군 화촌면 군업리   | 35m     | 2017년    |                             |
| 화촌5터널    | 강원특별자치도 홍천군 화촌면 군업리   | 125m    | 2017년    |                             |
| 화촌6터널    | 강원특별자치도 홍천군 화촌면 군업리   | 621m    | 2017년    | 양양 방면                   |
| 화촌6터널    | 강원특별자치도 홍천군 화촌면 군업리   | 614.2m  | 2017년    | 서울 방면                   |
| 화촌7터널    | 강원특별자치도 홍천군 화촌면 군업리   | 40m     | 2017년    |                             |
| 화촌8터널    | 강원특별자치도 홍천군 화촌면 장평리   | 978m    | 2017년    | 양양 방면                   |
| 화촌8터널    | 강원특별자치도 홍천군 화촌면 장평리   | 963m    | 2017년    | 서울 방면                   |
| 화촌9터널    | 강원특별자치도 홍천군 화촌면 장평리   | 3,705m  | 2017년    | 양양 방면                   |
| 화촌9터널    | 강원특별자치도 홍천군 화촌면 장평리   | 3,690m  | 2017년    | 서울 방면                   |
| 내촌1터널    | 강원특별자치도 홍천군 내촌면 와야리   | 1,248m  | 2017년    | 양양 방면                   |
| 내촌1터널    | 강원특별자치도 홍천군 내촌면 와야리   | 1,267m  | 2017년    | 서울 방면                   |
| 내촌2터널    | 강원특별자치도 홍천군 내촌면 와야리   | 100m    | 2017년    |                             |
| 내촌3터널    | 강원특별자치도 홍천군 내촌면 물걸리   | 154m    | 2017년    | 양양 방면                   |
| 내촌3터널    | 강원특별자치도 홍천군 내촌면 물걸리   | 162m    | 2017년    | 서울 방면                   |
| 내촌4터널    | 강원특별자치도 홍천군 내촌면 물걸리   | 364m    | 2017년    | 양양 방면                   |
| 내촌4터널    | 강원특별자치도 홍천군 내촌면 물걸리   | 358m    | 2017년    | 서울 방면                   |
| 내촌5터널    | 강원특별자치도 홍천군 내촌면 물걸리   | 205m    | 2017년    | 양양 방면                   |
| 내촌5터널    | 강원특별자치도 홍천군 내촌면 물걸리   | 207m    | 2017년    | 서울 방면                   |
| 서석터널     | 강원특별자치도 홍천군 내촌면 물걸리   | 3,061m  | 2017년    | 양양 방면                   |
| 서석터널     | 강원특별자치도 홍천군 내촌면 물걸리   | 2,997m  | 2017년    | 서울 방면                   |
| 행치령터널   | 강원특별자치도 홍천군 서석면 수하리   | 1,422m  | 2017년    | 양양 방면                   |
| 행치령터널   | 강원특별자치도 홍천군 서석면 수하리   | 1,405m  | 2017년    | 서울 방면                   |
| 상남1터널    | 강원특별자치도 인제군 상남면 상남리   | 60m     | 2017년    |                             |
| 상남2터널    | 강원특별자치도 인제군 상남면 상남리   | 115m    | 2017년    |                             |
| 상남3터널    | 강원특별자치도 인제군 상남면 상남리   | 1,719m  | 2017년    | 양양 방면                   |
| 상남3터널    | 강원특별자치도 인제군 상남면 상남리   | 1,739m  | 2017년    | 서울 방면                   |
| 상남4터널    | 강원특별자치도 인제군 상남면 상남리   | 1,434m  | 2017년    | 양양 방면                   |
| 상남4터널    | 강원특별자치도 인제군 상남면 상남리   | 1,427m  | 2017년    | 서울 방면                   |
| 상남5터널    | 강원특별자치도 인제군 상남면 상남리   | 1,773m  | 2017년    | 양양 방면                   |
| 상남5터널    | 강원특별자치도 인제군 상남면 상남리   | 1,825m  | 2017년    | 서울 방면                   |
| 상남6터널    | 강원특별자치도 인제군 상남면 하남리   | 1,816m  | 2017년    | 양양 방면                   |
| 상남6터널    | 강원특별자치도 인제군 상남면 하남리   | 1,821m  | 2017년    | 서울 방면                   |
| 상남7터널    | 강원특별자치도 인제군 상남면 하남리   | 2,287m  | 2017년    | 양양 방면                   |
| 상남7터널    | 강원특별자치도 인제군 상남면 하남리   | 2,257m  | 2017년    | 서울 방면                   |
| 기린1터널    | 강원특별자치도 인제군 기린면 현리     | 118m    | 2017년    |                             |
| 기린2터널    | 강원특별자치도 인제군 기린면 현리     | 397m    | 2017년    | 양양 방면                   |
| 기린2터널    | 강원특별자치도 인제군 기린면 현리     | 431m    | 2017년    | 서울 방면                   |
| 기린3터널    | 강원특별자치도 인제군 기린면 현리     | 162m    | 2017년    | 양양 방면                   |
| 기린3터널    | 강원특별자치도 인제군 기린면 현리     | 146m    | 2017년    | 서울 방면                   |
| 기린4터널    | 강원특별자치도 인제군 기린면 현리     | 750m    | 2017년    | 양양 방면                   |
| 기린4터널    | 강원특별자치도 인제군 기린면 현리     | 727m    | 2017년    | 서울 방면                   |
| 기린5터널    | 강원특별자치도 인제군 기린면 현리     | 1,148m  | 2017년    |                             |
| 기린6터널    | 강원특별자치도 인제군 기린면 방동리   | 2,665m  | 2017년    | 양양 방면                   |
| 기린6터널    | 강원특별자치도 인제군 기린면 방동리   | 2,666m  | 2017년    | 서울 방면                   |
| 인제양양터널 | 강원특별자치도 인제군 기린면 진동리   | 10,962m | 2017년    | 대한민국 최장 고속도로 터널 |
| 서면1터널    | 강원특별자치도 양양군 서면 서림리     | 110m    | 2017년    | 서울 방면                   |
| 서면2터널    | 강원특별자치도 양양군 서면 서림리     | 248m    | 2017년    |                             |
| 서면3터널    | 강원특별자치도 양양군 서면 서림리     | 212m    | 2017년    | 양양 방면                   |
| 서면3터널    | 강원특별자치도 양양군 서면 영덕리     | 212m    | 2017년    | 서울 방면                   |
| 서면4터널    | 강원특별자치도 양양군 서면 영덕리     | 117m    | 2017년    | 양양 방면                   |
| 서면4터널    | 강원특별자치도 양양군 서면 영덕리     | 60m     | 2017년    | 서울 방면                   |
| 서면5터널    | 강원특별자치도 양양군 서면 영덕리     | 1,311m  | 2017년    |                             |
| 서면6터널    | 강원특별자치도 양양군 서면 수리       | 2,968m  | 2017년    |                             |
| 서면7터널    | 강원특별자치도 양양군 서면 수리       | 743m    | 2017년    |                             |

### 교량
- 선동교
- 미사대교
- 삼패교
- 덕소1교
- 덕소2교
- 월문1교
- 월문3교
- 월문4교
- 월문5교
- 차산1교
- 차산2교
- 창현1교
- 서종대교
- 수입2교
- 노문1교
- 노문2교
- 노문3교
- 이천1교
- 이천2교
- 이천3교
- 천안교
- 엄소교
- 신천교
- 송산교
- 발산1교
- 추곡교
- 행촌교
- 광판1교
- 광판2교
- 군자1교
- 군자2교
- 군자3교
- 군자4교
- 조양교
- 동산1교
- 동산2교
- 동산3교
- 간성천교
- 북방교
- 송정1교
- 송정2교
- 화촌교
- 구성포교
- 홍천강교
- 외삼포교
- 군업1교
- 군업2교
- 군업3교
- 군업4교
- 화촌1교
- 화촌2교
- 화촌3교
- 외야교
- 내촌천교
- 물걸1교
- 물걸2교
- 물걸3교
- 물걸4교
- 수하교
- 상남1교
- 상남2교
- 상남3교
- 상남4교
- 상남5교
- 상남천교
- 하남1교
- 하남2교
- 내린천교
- 현리1교
- 현리2교
- 방동2교
- 방태천1교
- 서림1교
- 서림2교
- 서면1교
- 서면2교
- 서면3교
- 공수전교

## 나들목 · 분기점
- 여기서 숫자는 진출입교차점 (IC 및 JC) 번호를 말하고, TG는 요금소(Tollgate), SA는 휴게소(Service Area)를 뜻한다.
- 거리의 단위는 km이다.
- 중첩 구간은 번호란의 배경색을 참조.
  - 연한 파란색(■): 미사대로 중첩 구간

| 번호                                      | 이름                                      | 로마자 이름                               | 구간 거리                                 | 누적 거리                                 | 접속 노선                                                                                         | 소재지                                    | 소재지                                    | 비고                                      |
| 서울특별시도 제88호선 (올림픽대로)와 직결 | 서울특별시도 제88호선 (올림픽대로)와 직결 | 서울특별시도 제88호선 (올림픽대로)와 직결 | 서울특별시도 제88호선 (올림픽대로)와 직결 | 서울특별시도 제88호선 (올림픽대로)와 직결 | 서울특별시도 제88호선 (올림픽대로)와 직결                                                         | 서울특별시도 제88호선 (올림픽대로)와 직결 | 서울특별시도 제88호선 (올림픽대로)와 직결 | 서울특별시도 제88호선 (올림픽대로)와 직결 |
| ----------------------------------------- | ----------------------------------------- | ----------------------------------------- | ----------------------------------------- | ----------------------------------------- | ------------------------------------------------------------------------------------------------- | ----------------------------------------- | ----------------------------------------- | ----------------------------------------- |
|                                           | 강일                                      | Gangil                                    | -                                         | 0.00                                      | 100호선 수도권제1순환고속도로 서울특별시도 제88호선 (올림픽대로) 하남시도 제176호선 (미사대로)    | 서울특별시                                | 강동구                                    | 기점                                      |
|                                           | 선동교차로                                | Seondong                                  | 0.96                                      | 0.96                                      | 미사강변대로                                                                                      | 경기도                                    | 하남시                                    |                                           |
|                                           | 미사교차로                                | Misa                                      | 0.96                                      | 1.92                                      | 하남시도 제176호선 (미사대로)                                                                     | 경기도                                    | 하남시                                    | 서울방향 진출만 불가능                    |
| 1                                         | 덕소삼패                                  | Deokso-Sampae                             | 2.03                                      | 3.95                                      | 국도 제6호선 (경강로) 국가지원지방도 제86호선 (석실로·수레로) 덕소로·수레로115번길                | 경기도                                    | 남양주시                                  | 서울방향 진입, 양양방향 진출 시 요금 지불 |
| TG                                        | 남양주 요금소                             | Namyangju TG                              |                                           |                                           |                                                                                                   | 경기도                                    | 남양주시                                  | 본선요금소                                |
| 2                                         | 화도                                      | Hwado                                     |                                           |                                           | 국도 제46호선 (신경춘로) 국가지원지방도 제86호선 (수레로) 지방도 제387호선 (수레로)               | 경기도                                    | 남양주시                                  |                                           |
| 2-1                                       | 화도 분기점                               | Hwado JC                                  | 10.91                                     | 14.86                                     | 400호선 수도권제2순환고속도로                                                                     | 경기도                                    | 남양주시                                  |                                           |
| 3                                         | 서종                                      | Seojong                                   | 5.30                                      | 20.16                                     | 국가지원지방도 제86호선 (북한강로) 국가지원지방도 제98호선 (북한강로) 지방도 제391호선 (북한강로) | 경기도                                    | 양평군                                    |                                           |
| 4                                         | 설악                                      | Seorak                                    | 12.88                                     | 33.04                                     | 국도 제37호선 (유명로) 국가지원지방도 제86호선 (신천중앙로·유명로·한서로)                         | 경기도                                    | 가평군                                    |                                           |
| SA                                        | 가평휴게소                                | Gapyeong SA                               |                                           |                                           |                                                                                                   | 경기도                                    | 가평군                                    | 양방향                                    |
| 5                                         | 강촌                                      | Gangchon                                  | 14.20                                     | 47.24                                     | 지방도 제403호선 (충효로)                                                                         | 강원특별자치도                            | 춘천시                                    |                                           |
| 6                                         | 남춘천                                    | S.Chuncheon                               | 9.03                                      | 56.27                                     | 국가지원지방도 제70호선 (김유정로) 국가지원지방도 제86호선 (김유정로·종자리로)                    | 강원특별자치도                            | 춘천시                                    |                                           |
| 7                                         | 조양                                      | Joyang                                    | 5.50                                      | 61.77                                     | 국도 제5호선 (영서로)                                                                             | 강원특별자치도                            | 춘천시                                    | 서울방향 진입과 양양방향 진출만 가능      |
| 8                                         | 춘천 분기점                               | Chuncheon JC                              | 0.44                                      | 62.21                                     | 55호선 중앙고속도로                                                                               | 강원특별자치도                            | 춘천시                                    | 서울춘천고속도로 민자 운영 구간 종점      |
| 9                                         | 동홍천                                    | E.Hongcheon                               | 16.23                                     | 78.44                                     | 국도 제44호선 (설악로) 백이동길                                                                   | 강원특별자치도                            | 홍천군                                    |                                           |
| SA                                        | 홍천휴게소                                | Hongcheon SA                              |                                           |                                           |                                                                                                   | 강원특별자치도                            | 홍천군                                    | 양방향                                    |
| 10                                        | 내촌                                      | Naechon                                   | 16.77                                     | 95.21                                     | 지방도 제408호선 (장수원로)                                                                       | 강원특별자치도                            | 홍천군                                    |                                           |
| 11 SA                                     | 인제 내린천휴게소                         | Inje Naerincheon SA                       | 20.42                                     | 115.63                                    | 국도 제31호선 (내린천로)                                                                          | 강원특별자치도                            | 인제군                                    | 양방향 통합형                             |
| 12                                        | 서양양                                    | W.Yangyang                                | 25.22                                     | 140.85                                    | 국도 제56호선 (구룡령로) 국가지원지방도 제56호선 (구룡령로)                                       | 강원특별자치도                            | 양양군                                    | 양양방향 진출과 서울방향 진입만 가능      |
| 13                                        | 양양 분기점                               | Yangyang JC                               | 10.22                                     | 151.07                                    | 65호선 동해고속도로                                                                               | 강원특별자치도                            | 양양군                                    |                                           |
| 14                                        | 양양                                      | Yangyang                                  | 1.30                                      | 152.37                                    | 국도 제44호선 (설악로) 국도 제56호선 (설악로) 국가지원지방도 제56호선 (설악로)                    | 강원특별자치도                            | 양양군                                    |                                           |

## 주요 통과지
서울특별시
- 강동구 (고덕동 - 강일동)

경기도
- 하남시 (선동 - 망월동) - 남양주시 (삼패동 - 와부읍 - 화도읍) - 양평군 서종면 - 가평군 설악면

강원특별자치도
- 홍천군 서면 - 춘천시 (남면 - 남산면 - 동산면) - 홍천군 (북방면 - 화촌면 - 내촌면 - 서석면) - 인제군 (상남면 - 기린면) - 양양군 서면

## 사진

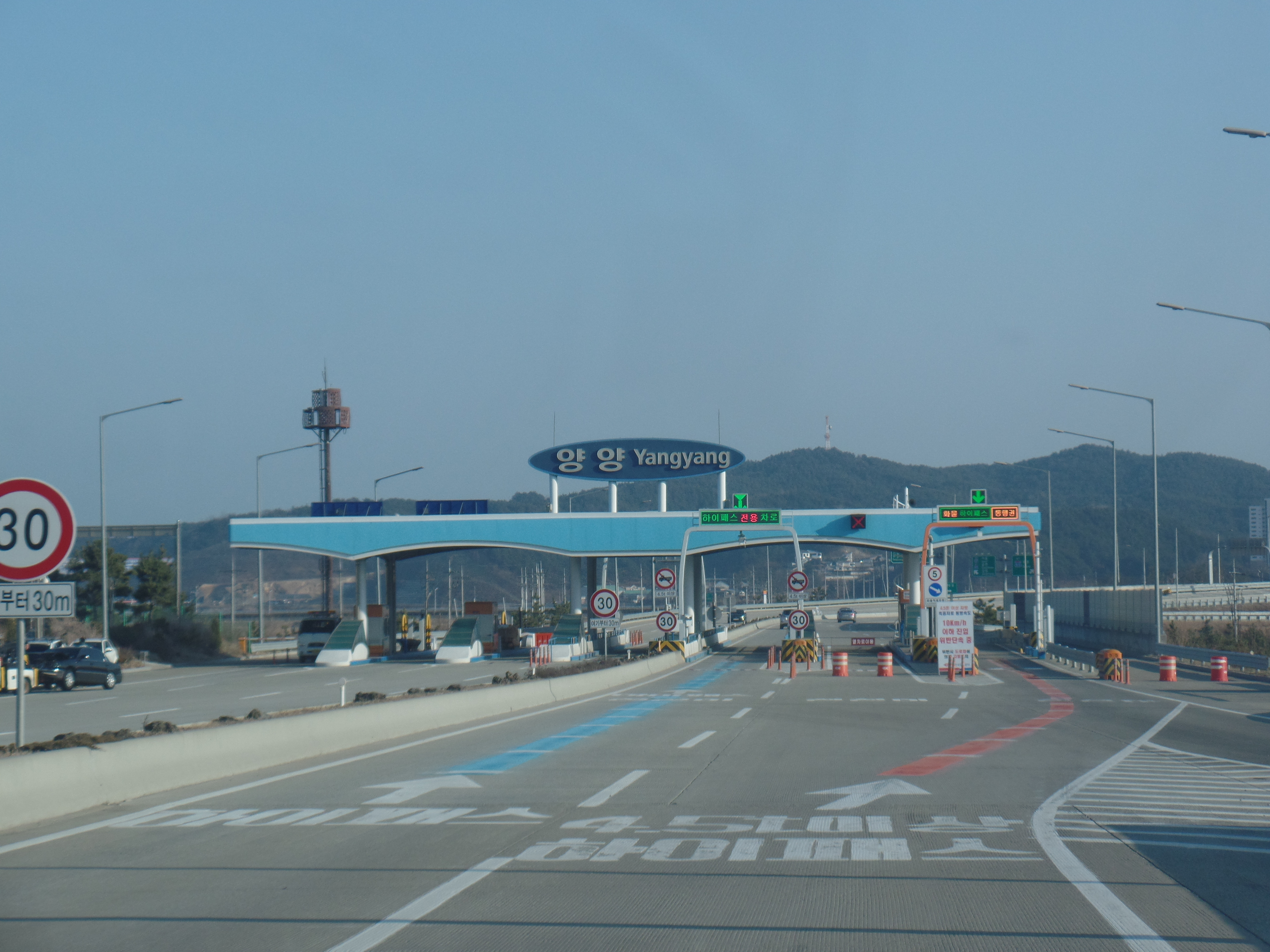
양양 나들목 요금소
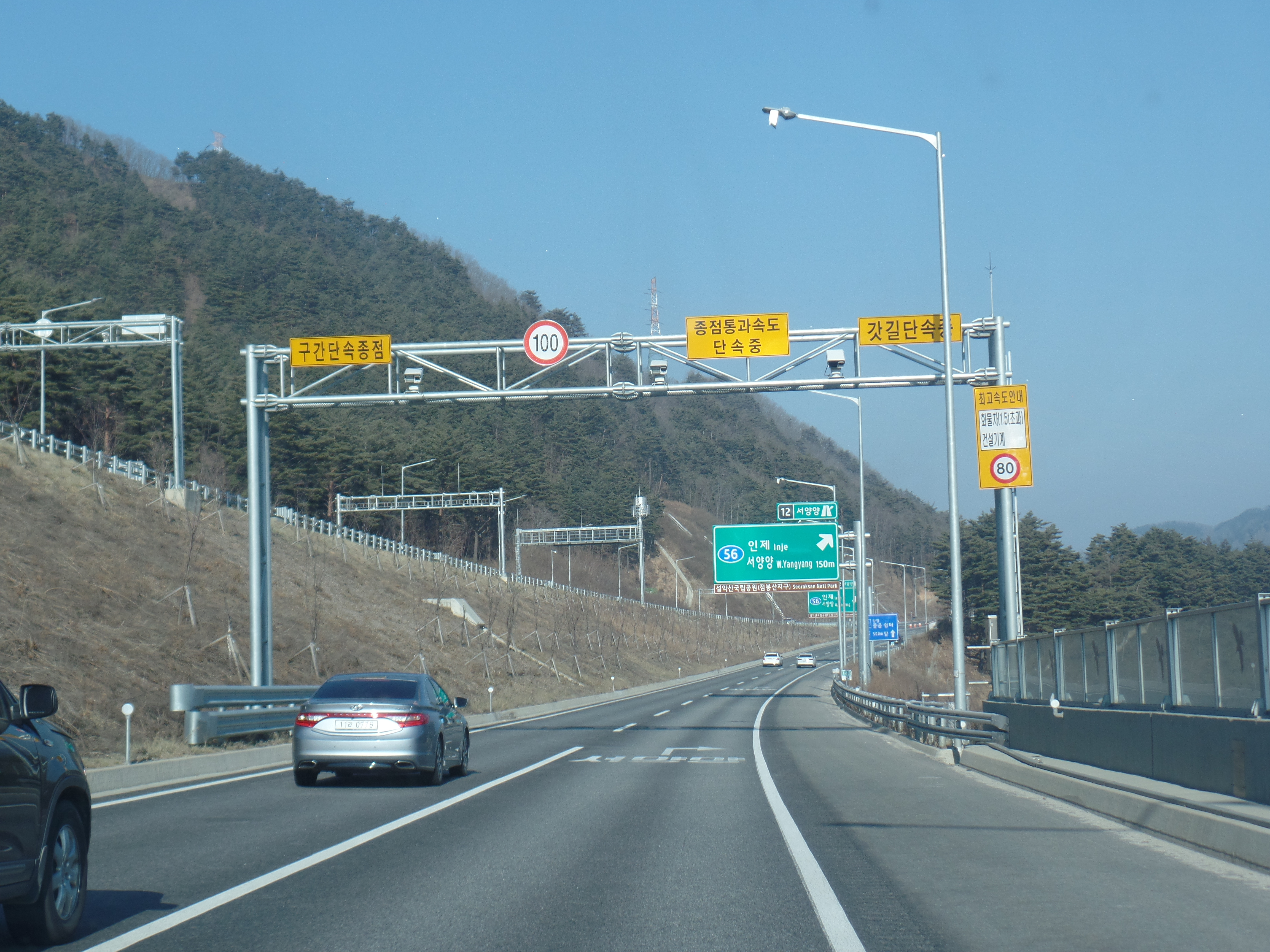
서양양 나들목
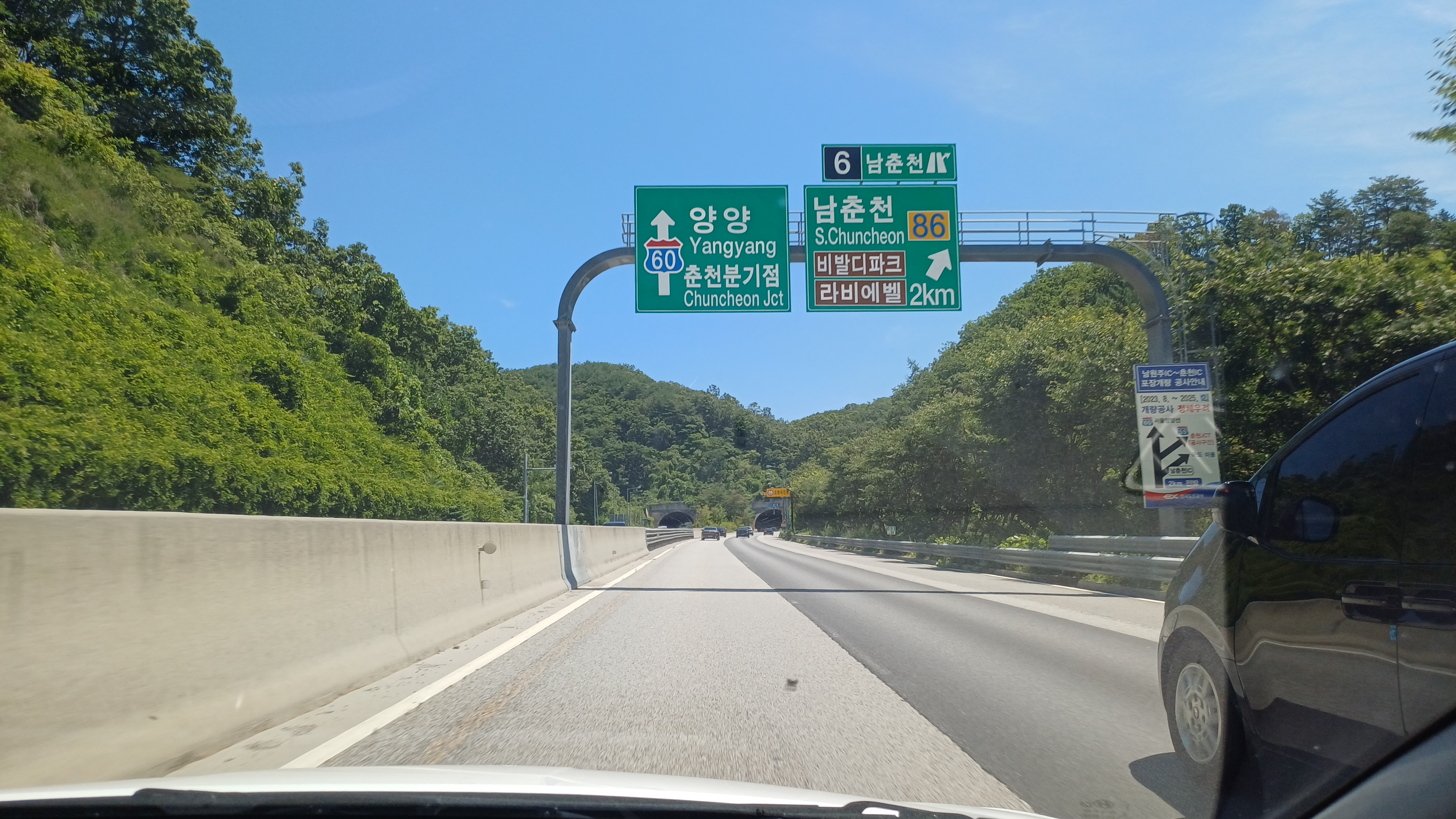
남춘천 나들목
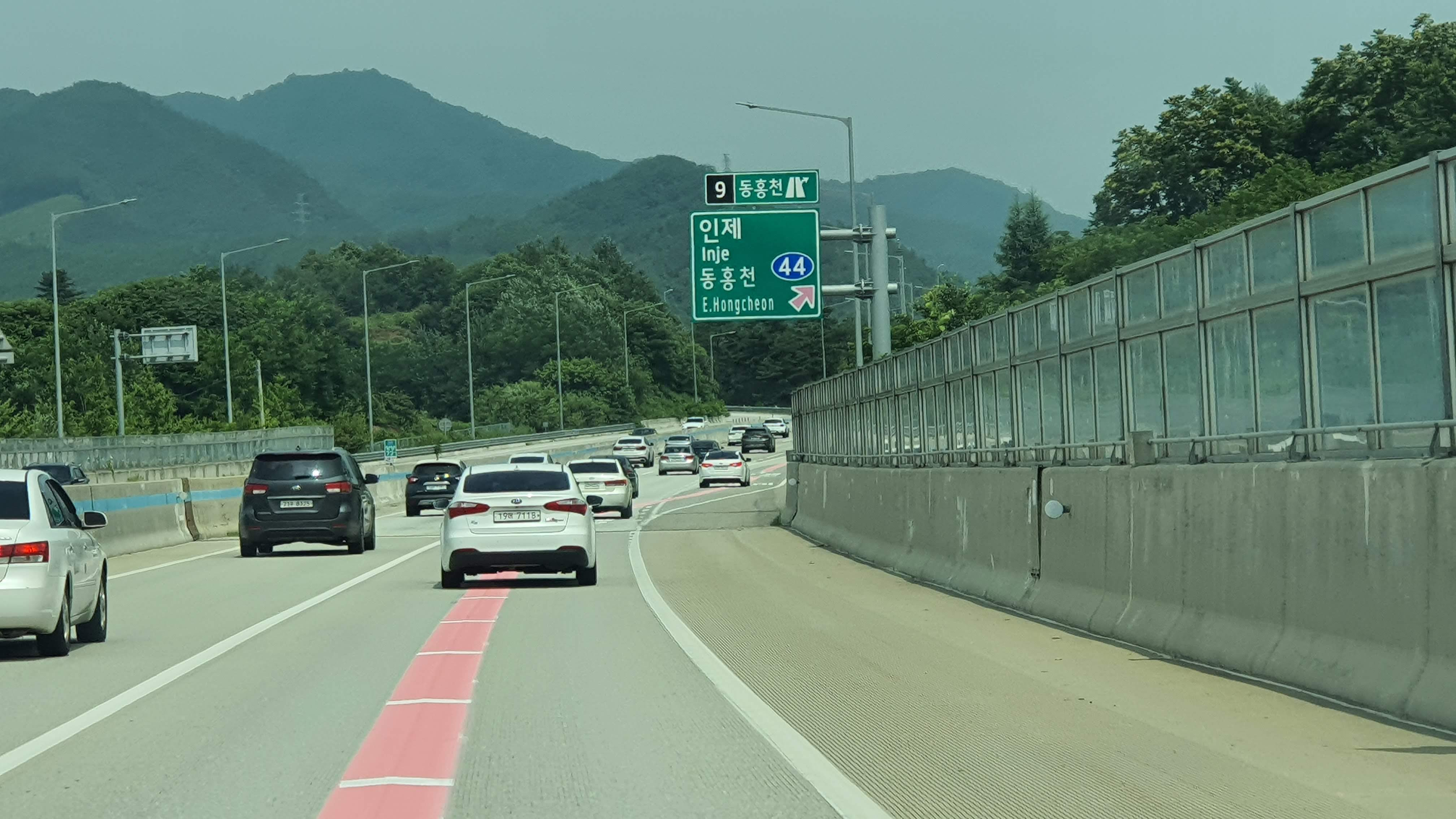
동홍천 나들목
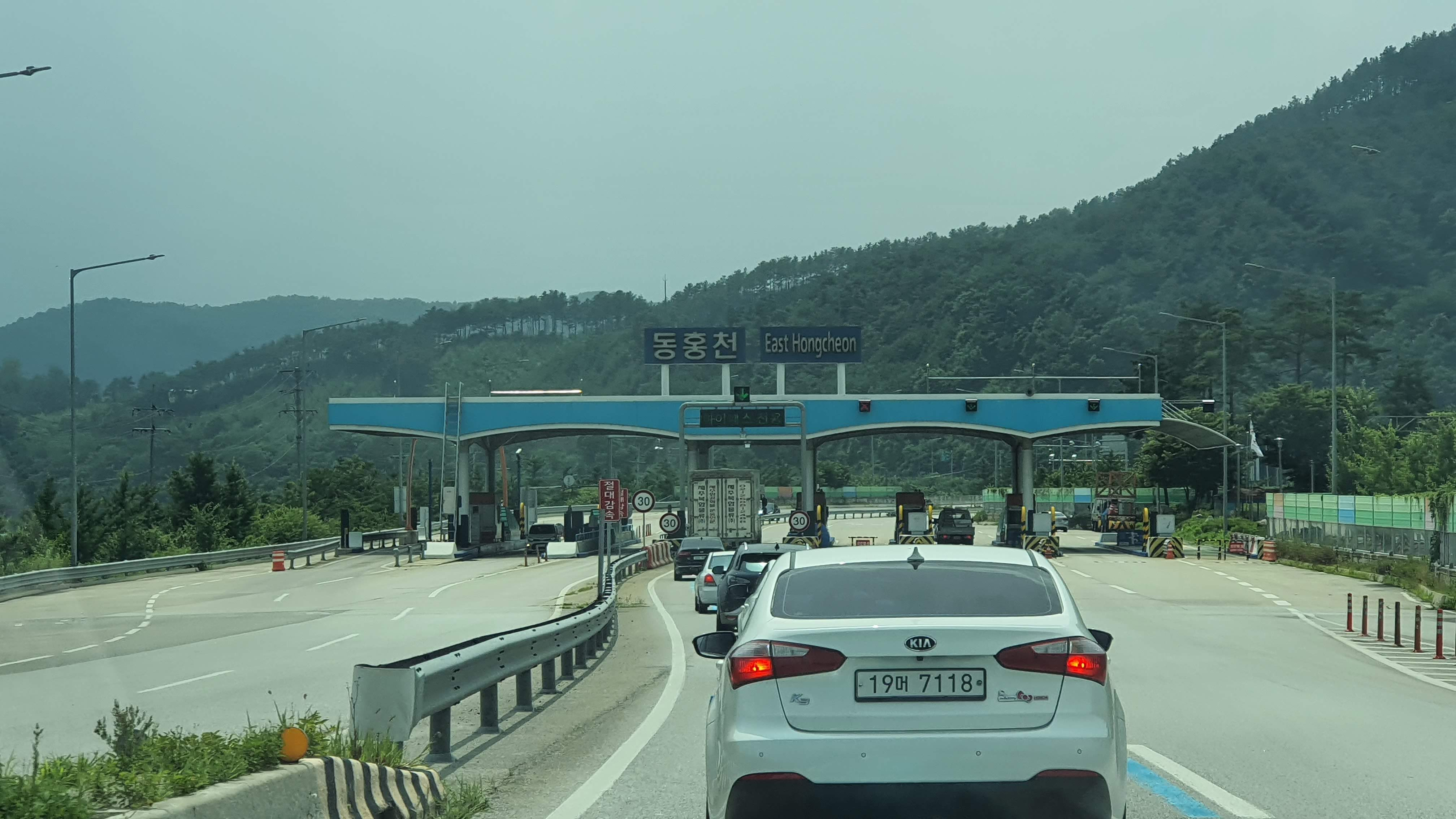
동홍천 나들목 요금소
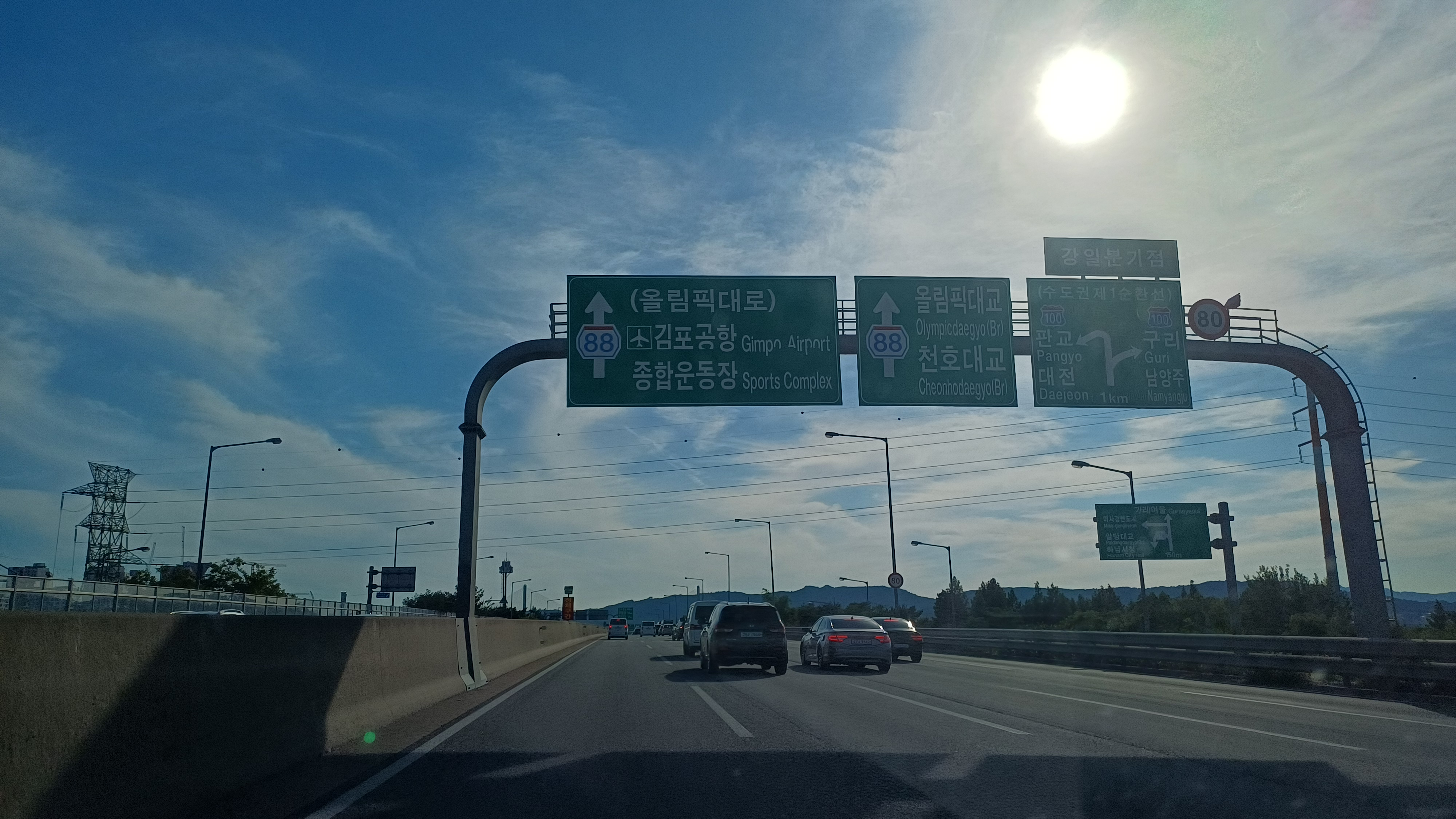
강일 나들목

## 통행료 논란
서울 ~ 춘천 구간 사업이 민자로 건설되면서 고속도로 통행료의 징수액과 관련해 논란이 일었다. 당초 서울 - 춘천 구간을 건설한 서울춘천고속도로주식회사는 정부와의 실시협약을 통해 2001년 불변가 기준 5,200원으로 통행료를 책정하였으나 개통을 앞둔 2009년에 실시협약에 의한 실제 통행요금 산정기준에 따라 2001년부터 준공시까지의 물가상승분을 반영해 25%를 인상하겠다고 밝혔고, 이후 통행료는 6412원으로 잠정 책정되었다. 이에 연선 주민들이 통행료가 비싸다며 반발하였다. 이는 청량리 - 남춘천 간 무궁화호 열차 운임인 5,600원 (주말 기준 - 어린이, 1 ~ 6급 장애인 2,800원, 경로 3,900원)보다도 약 800원 정도 비싼 가격이었다. 이에 대해 국토해양부는 “통행료를 낮추려면 국고를 투입해야 하나, 다른 민간자본 운영 고속도로와 형평성에 어긋날 수 있다”면서 대신 주중 5,000원, 주말 7,000원으로 통행료를 이원화하여 징수하는 방안을 검토하고 있었다. 개통을 앞둔 7월 7일, 국토해양부는 서울 ~ 춘천 구간의 통행료를 주중 주말 모두 5,900원 (소형차 기준)으로 확정하였다. 강일 나들목 ~ 덕소삼패 나들목, 강촌 나들목 ~ 남춘천 나들목 등의 단거리 구간은 최저요금인 1,000원으로 책정되었으며, 춘천, 인제, 화천 등의 연선 주민들은 지역 할인제가 적용되어 5,200원으로 통행할 수 있게 되었다.

## 대한민국 최장 도로 터널
서울양양고속도로의 동홍천 나들목 ~ 양양 분기점 구간 중 강원특별자치도 인제군 기린면 진동리 ~ 양양군 서면 서림리를 잇는 총 연장 10,965 m 규모의 인제양양터널은 국내 최장이자 세계에서 11번째로 긴 도로터널로, 2012년 9월 26일 관통되었다. 해당 구간은 2017년 6월 30일에 개통되었다. 종전까지는 2016년 6월 30일에 개통된 동해고속도로 양북1터널이 총연장 7.5 km로 가장 길었고, 그 이전까지는 배후령터널이 가장 길었다.

## 대한민국 최장 과속 단속 구간
- 설악 나들목 ~ 화도 나들목 (서울 방향 14.8 km, 2013년 6월 26일부터 시행)[29][30]
- 서울방향 엄소터널 출구~서종터널 입구까지 2017년 5월 현재 약 7km 로 구간단속 구간이 단축됨.
- 인제 나들목 - 인제양양터널 - 서양양 나들목 양방향 16km로 2017년 6월 30일 시행

## 고속도로 시점
공식적으로 대통령령에 명시된 서울양양고속도로의 시점은 강일 나들목이다. 그러나 서울양양고속도로의 시점 및 종점 표지판은 미사 나들목에 설치되어 있다. 단, 구간거리 표지판과 관리구간 경계 표지판에서는 강일 나들목을 기준으로 표시하고 있다.

## 금왕 단층
서울양양고속도로 제9공구 행치2터널(현재의 행치령터널) 공사 중 금왕 단층의 단층파쇄대가 발견되었다. 기반암은 선캄브리아기 흑운모 편마암과 이를 관입한 시대 미상의 복운모 화강암, 백악기 흑운모 화강암과 산성암맥으로 구성되며 단층대의 폭은 약 100 m이고 단층대를 따라 기반암이 심하게 풍화되어 있으며 석영맥이 관입하여 있다. 시추조사 결과 단층점토, 단층각력암이 나왔다.

## 같이 보기
- 서울춘천고속도로 (기업)
- 올림픽대로
- 미사대로